# Polgári foglalkozás
A polgári foglalkozás eredetileg egyes katonák civil foglalkozását jelentette. Ma főleg a sportsajtóban elterjedt gyűjtőfogalom amatőr sportolók, játékvezetők illetve edzők más, általában a sporttevékenységen kívüli ("polgári") foglalkozásának a megnevezésére.
Kivételesen amatőr színészek vagy képzőművészek egyéb tevékenységét is jelölheti. (pl. Csontvári Kosztka Tivadar mint gyógyszerész).
Az illető polgári foglalkozása általában kevésbé ismert, mint amiről az illető sportoló, művész stb. nevezetes.